# DeWitt County, Texas
DeWitt County är ett county i delstaten Texas med 20 097 invånare. Countyt har fått sitt namn efter Green DeWitt. Den administrativa huvudorten (county seat) är Cuero.

## Geografi
Enligt United States Census Bureau har countyt en total area på 2 358 km². 2 355 km² av den arean är land och 3 km² är vatten.

### Angränsande countyn
- Lavaca County - nordost
- Victoria County - sydost
- Goliad County - söder
- Karnes County - sydväst
- Gonzales County - nordväst